# 张武 (设计师)
张武（1963年—），河南杞县人，设计师、企业家，担任北京始创国际企划公司总裁，他是北京奥运会会徽“中国印”的主要设计者。

## 生平
1980年毕业于开封市一中，1983年考入了中央工艺美术学院（今清华大学美术学院），1987年毕业后留校任教，任教不到一个月转入一家设计公司工作。
1992年初创办北京始创国际企划公司，任总裁兼创意总监。该公司承担过中国工商银行、平安保险、东方集团、中石油润滑油公司等品牌的视觉识别系统开发设计工作。中国工商银行、海尔集团、燕京集团等企业的标志也都出自张武之手。